# عشق زندگی! سوپراستار!!
عشق زندگی! سوپراستار!! (انگلیسی: Love Live! Superstar!!) یک پروژه چندرسانه‌ای ژاپنی است که توسط کادوکاوا، لیبل موسیقی لانتیس، و استودیوی انیمیشن  بندای نامکو فیلم‌ورکس (که قبلاً با نام سان رایس شناخته می‌شد) توسعه یافته است.